# رهام‌بخش حبیبی
رهام‌بخش حبیبی (زادهٔ ۲ آبان ۱۳۴۳ باشت) سرتیپ پاسدار فرماندهی انتظامی جمهوری اسلامی ایران است، که از فروردین ۱۴۰۴ فرماندهی یگان حفاظت وزارت نفت را برعهده دارد.
وی فعالیت نظامی را از سال ۱۳۵۹ در کمیته انقلاب اسلامی آغاز کرد و در خلال جنگ ایران و عراق از اعضای سپاه پاسداران انقلاب اسلامی بود.
حبیبی از ۱۳۸۶ تا ۱۳۸۹ فرماندهی انتظامی پارس جنوبی را برعهده داشت، از ۱۳۸۹ تا ۱۳۹۳ به‌عنوان معاون هماهنگ‌کننده و رئیس ستاد فرماندهی انتظامی استان بوشهر فعالیت می‌کرد، از ۱۳۹۳ تا ۱۳۹۵ فرماندهی مرزبانی سیستان و بلوچستان را برعهده داشت، در فاصله سال‌های ۱۳۹۵ تا ۱۳۹۸ معاون هماهنگ‌کننده و رئیس ستاد فرماندهی مرزبانی جمهوری اسلامی ایران بود و از خردادماه ۱۳۹۸ تا فروردین ۱۴۰۴ فرماندهی انتظامی استان فارس را برعهده داشت.
وی در سال ۱۳۹۹ درجه سرتیپی دریافت کرد. او در سال ۱۴۰۲، توسط وزارت خزانه‌داری آمریکا تحریم شد.